# Dale Wasserman
Dale Wasserman (2 listopada 1914 w Rhinelander w stanie Wisconsin - 21 grudnia 2008 w Paradise Valley w stanie Arizonie), amerykański scenarzysta teatralny i filmowy. Jego najbardziej znaną adaptacją teatralną jest Lot nad kukułczym gniazdem Kena Keseya. Jego żona potwierdziła, że urodził się w 1914 roku, choć niektóre źródła wskazują na 1917 rok.
Początkowo pracował w teatrze jako elektryk, później był reżyserem światła. Utwory sceniczne zaczął pisać w wieku 21 lat. Jest autorem ponad 50 prac, z których aż 40 otrzymało wyróżnienia. Do najbardziej znanych należą: sztuki telewizyjne Don Kichot (przerobiona później na libretto musicalu Człowiek z La Manczy) oraz Obcy i ja, a także scenariusze do filmów: Wikingowie, Kleopatra, Mister Buddwing oraz komedii muzycznej Montparnasse.